# Víctor Hugo Moreno Bandeira
Víctor Hugo Moreno Bandeira (Leticia, 6 de enero de 1965) es un abogado y político colombiano, quien se desempeñó como miembro de la Cámara de Representantes de ese país por Amazonas, departamento del cual fue gobernador. 

## Biografía
Nació en Leticia, entonces capital de la Comisaría del Amazonas, en enero de 1965. Estudió Derecho y Ciencias Políticas en la Universidad Santiago de Cali, graduándose con el título de Abogado. Así mismo, posee una especialización en Frontera y Relaciones Internacionales de la Escuela Superior de Administración Pública y es Piloto Comercial de la Escuela de Aviación del Pacífico. También posee diplomados en Responsabilidad Médica en el ámbito del Derecho Administrativo, Responsabilidad Extracontractual y Derecho Internacional Humanitario, Derecho Penal Especial , Derecho Constitucional de la Universidad Santiago de Cali.
Ha desarrollado su carrera profesional como abogado litigante en Derecho Administrativo. En 2005, tras un largo período fuera, regresó a su ciudad natal para lanzar su candidatura a la Alcaldía para las elecciones regionales de 2007, comicios en los cuales resultó en segundo puesto. En 2008 trabajó como asesor jurídico de la Gobernación de Amazonas y en 2009, gracias a su buen desempeño en su anterior candidatura, lanzó su candidatura a la Cámara de Representantes.
En las elecciones legislativas de 2010 resultó electo Representante a la Cámara con 2.667 votos; en la Cámara fue miembro de la Comisión Segunda y Vicepresidente de la Comisión de Ordenamiento Territorial.
El 29 de abril de 2018, en unas elecciones atípicas, resultó elegido Gobernador de Amazonas, tras dos años de mandato interino de César Antonio Lugo Morales, quien reemplazaba en el cargo a Manuel Antonio Carebilla Cuéllar, acusado de corrupción durante su mandato como Representante a la Cámara. En tales comicios obtuvo 5.889 votos, frente a los 4.558 de su contendor más cercano, Juan Carlos Martínez Quiñones del Partido Cambio Radical.